# Луций Анний Рав
Луций Анний Рав (лат. Lucius Annius Ravus) — римский государственный деятель второй половины II века.
Рав происходил из Арниенской трибы. Его когномен является уникальным в том смысле, что практически не встречается среди имен людей того времени. После того, как Рав находился на посту монетного триумвира, он вошёл в состав жреческих коллегий понтификов и палатинских салиев. Около 181 года, он, предположительно, был квестором императора Коммода. В 186 году Рав занимал должность консула-суффекта вместе с Луцием Новием Руфом.